# Hanns Herpich
Hanns Herpich (* 27. März 1934 in Konradsreuth; † 7. Juli 2022 in Nürnberg) war Textilkünstler und Präsident der Akademie der Bildenden Künste Nürnberg.

## Leben und Werk
Hanns Herpich studierte von 1953 bis 1957 textile Gestaltungstechniken an der Staatlichen Textilfach- und Ingenieurschule Münchberg bei Stephan Eusemann. Anschließend arbeitete er bis 1964 an der Hochschule zunächst als Assistent, bis er als Fachlehrer und Dozent für textile Gestaltungstechniken ebenfalls an der Schule tätig war. Während dieser Zeit legte er neben seinem Diplomstudium auch noch die Meisterprüfung im Weberhandwerk ab.
Im Jahr 1964 wechselte Herpich als Leitung der Studienwerkstätten für Färben, Weben und Textildruck an die Nürnberger Akademie für Bildende Künste. Während dieser Zeit stellte Herpich die ersten Weichenstellungen von der klassischen Bildweberei hin zur Textilkunst nach geometrisch abstrakten Formen, orientierend an dem deutschen Maler und Kunsttheoretiker Josef Albers. Er wurde während dieser Zeit Vorsitzender des Deutschen Werkbundes Bayern e. V. und Initiator der Werkbund-Werkstatt in Nürnberg. So leitete er bis 1990 die Studienwerkstätten für Färben, Weben und Textildruck an der Akademie für Bildende Künste in Nürnberg. 1990 erhielt er die Professur für Textilkunst an der Akademie, dessen Lehrstuhl er bis 1999 innehatte. In seine Zeit als Lehrstuhlinhaber fielen die Initiativen zur Textilbiennale FEXIBLE pan-european art e. V. sowie die Inspiration des Symposiums „Kunst und Industrie - Die elektronisch gesteuerte Jaquardmaschine als neues Werkzeug der Textilkunst“.
1994 wurde Herpich zum Vizepräsidenten und bereits ein Jahr später im Jahr 1995 zum Präsidenten der Akademie für Bildende Künste in Nürnberg gewählt. Das Amt des Präsidenten hatte er bis 1998 inne, ehe ihm 1998 Karlheinz Lüdeking auf das Amt folgte.
Bis weit in die 80er-Lebensjahre war Herpich als Textilkünstler aktiv. Er starb im Juli 2022 im Alter von 88 Jahren in Nürnberg.
Herpich war verheiratet; der Ehe entstammen drei Töchter.

## Werke (Auswahl)
- 1978 Wandteppich katholische Kirche Menschwerdung Christi
- 1979 Lichtdiffusionswand, Kapelle im Klinikum Augsburg
- 1980 Bodenteppich, evangelisch.-lutherische Kirche Bad Kissingen
- 1980 Handdruckstoff für das Ministeroffice in Riad, Saudi-Arabien
- 1981 Wandteppich, Friedrich-Alexander-Universität Erlangen-Nürnberg
- 1982 Deutsche Zeichnungen der Gegenwart – Internationale Ausstellungsreihe der Lufthansa AG
- 1983 Mensadecke St.-Lorenz-Kirche in Nürnberg
- 1983 Mensadecke Stadtkirche Schwabach
- 1983 Mensa Universität Bayreuth
- 1984 Textile Wand- und Deckenobjekte, Konferenzraum FH Hof/Saale
- 1986 Textile Raumobjekte Hörsaaltrakt der Technischen Fakultät der Friedrich-Alexander-Universität Nürnberg-Erlangen
- 1989 Altarparamente evangelisch-lutherische Kirche Rottenburg/Laaber
- 1988 Banner der Bundesrepublik Deutschland, der Bundesländer und der Stadt Frankfurt a. M. in der Paulskirche Frankfurt a. M.
- 1990 Textilwände im Konferenzraum der Bay. Vereinsbank Nürnberg
- 1991 Konferenzraum des Landesamtes Bamberg
- 1992 Sitzungssaal Firma LUX GmbH
- 1994 Textile Lichtwand Kapelle Klinikum Nürnberg
- 1994 Lichtobjekt Technische Fakultät der Friedrich-Alexander-Universität Erlangen-Nürnberg
- 1996 Sitzungsraum Klinikum Augsburg
- 1997 Lichtobjekt Atrium Rathaus Lyon, Frankreich
- 2002 „Licht und Bewegung“ – Wandobjekte Bürohaus FGN GmbH Nürnberg
- 2003 „13+14 Streifen“ fünfteilige Arbeit Städtische Sammlung Nürnberg
- 2004 „Wings“ Acrylglas/Betonskulptur Guatemala-Stadt

```
 2005 Unfallklinik Murnau Entwurf + Ausführung Gestaltung Klinikkapelle
 2005 Zu den Heiligen Engeln, kath. Pfarrkirche Geltendorf, textile Arbeit
 Pfarrkirche Nikolaus von Flüe, Neusäß-Westheim, Wandarbeit i Altarrraum 
```

- 2006 Freiraum, Kunstprojekt in der St.-Egidien-Kirche, Nürnberg
- 2007, 2011 Altarteppiche, Dom, Köln
- 2015 Wandgestaltung in der katholischen Kirche St. Marien in Riedlingen/Donauwörth
- 2016 Gestaltung des Altarbereichs, Kirche, Konradsreuth

## Preise und Auszeichnungen
- 2004: 1. Preis des Kunstpreises der Nürnberger Nachrichten